# Johann Wilhelm Hässler
Johann Wilhelm Hässler (Erfurt, 29 de març de 1747 – Moscou, 22 de març de 1822), fou un compositor, organista i pianista alemany.
Als catorze anys ja era organista dels Carmelites descalços d'Erfurt, donant després concerts arreu d'Alemanya amb gran èxit. El 1780 fundà a Erfurt una societat de concerts, i deu anys més tard va recórrer Anglaterra i Rússia, sent nomenat el 1792 mestre de la Capella Imperial de Sant Petersburg, càrrec que deixà el 1794 per a establir-se a Moscou. Hässler fou un notabilíssim compositor per a piano, considerant-se'l com el directe continuador de la cèlebre escola da Mannheim. A Moscou se li erigí un monument per iniciativa d'una de les seves deixebles.
Va compondre: sonates, concerts, fantasies i variacions per a piano, així com lieder i obres per a orgue, especialment una Gran Giga en re menor de molta originalitat i gran efecte.